# Maher Hannachi
Maher Ben Omar Hannachi (tiếng Ả Rập: ماهر بن عمر الحناشي) (sinh ngày 31 tháng 8 năm 1984) là một cầu thủ bóng đá người Tunisia hiện tại thi đấu cho CS Sfaxien ở vị trí tiền đạo.
Anh chuyển đến câu lạc bộ tại Giải bóng đá ngoại hạng Libya Ittihad Tripoli S.C. từ US Monastirienne ở mùa giải 2009–10. Sau khi trải qua 2 mùa giải ở câu lạc bộ Tripoli, anh trở lại đội bóng cũ Monastir.

## Sự nghiệp quốc tế

### Bàn thắng quốc tế
Tỉ số và kết quả liệt kê bàn thắng của Tunisia trước.
| #  | Ngày                | Địa điểm                                        | Đối thủ  | Tỉ số | Kết quả | Giải đấu                            |
| -- | ------------------- | ----------------------------------------------- | -------- | ----- | ------- | ----------------------------------- |
| 1. | 12 tháng 6 năm 2015 | Sân vận động Olympique de Radès, Radès, Tunisia | Djibouti | 7–1   | 8–1     | Vòng loại Cúp bóng đá châu Phi 2017 |